# Вітрівка (Євпаторійський район)
Ві́трівка (до 1948 року — Боз-Оглу́; крим. Boz Oğlu) — село Євпаторійського району Автономної Республіки Крим.
Орган місцевого самоврядування — Виноградівська сільська рада. Населення — 45 мешканців.

## Географія
Вітрівка — маленьке село на півночі району, у степовому Криму, у верхів'ї одній з балок, що впадають в озеро Сасик, висота над рівнем моря — 67 м. Сусідні села: зв 2,5 км на північ — Виноградове і за 4,5 км на південь — Наумівка. Відстань до райцентру — близько 25 кілометрів, там же найближча залізнична станція Саки (на лінії Острякове — Євпаторія).

## Історія
Вперше в доступних джерелах село з назвою Боз-Оглу (Прикупа) у складі Кокейської волості Євпаторійського повіту зустрічається в Статистичному довіднику Таврійської губернії. Ч. II-а. Статистичний нарис, випуск п'ятий Євпаторійський повіт, 1915. Чи було вона «продовженням» одного з раніших Боз-Оглу поки не встановлено, але на кілометровій карті Криму Генштабу 1941 року (складеної на основі карт 1920 і 1912 років) Боз-Оглу-Прикуп — найбільше з прилеглих селищ — Салаул, Кереїт, Каратаяк і Наталівка, які ще позначені, як існуючі.